# Django d’Or (Schweden)
Der europäische Jazzpreis Django d’Or wird seit 1998 in Schweden verliehen. Entsprechende Preise gibt es auch in Belgien (seit 1995), Frankreich (seit 1992), Italien (seit 1999), und Dänemark (seit 2001). Er wird hier jährlich jeweils in den Kategorien Contemporary Star of Jazz, Master of Jazz sowie (für verstorbene Musiker) Legend of Jazz verliehen.

## Preisträger
2011:
- Contemporary Star of Jazz: Peter Asplund
- Master of Jazz: Rune Gustafsson
- Legend of Jazz: Per Henrik Wallin

2010:
- Contemporary Star of Jazz: Jacob Karlzon
- Master of Jazz: Bengt-Arne Wallin
- Legend of Jazz: Esbjörn Svensson

2009:
- Contemporary Star of Jazz: Anders Bergcrantz
- Master of Jazz: Jan Allan
- Legend of Jazz: Arne Domnérus

2008:
- Contemporary Star of Jazz: Jan Lundgren
- Master of Jazz: Palle Danielsson
- Legend of Jazz: Christer Boustedt

2007:
- Contemporary Star of Jazz: Esbjörn Svensson
- Master of Jazz: Bobo Stenson
- Legend of Jazz: Putte Wickman

2006:
- Contemporary Star of Jazz: Magnus Lindgren
- Master of Jazz: Georg Riedel
- Legend of Jazz: Monica Zetterlund

2005:
- Contemporary Star of Jazz: Ulf Wakenius
- Master of Jazz: Bosse Broberg
- Legend of Jazz: Åke Persson

2004:
- Contemporary Star of Jazz: Jonas Kullhammar
- Master of Jazz: Monica Zetterlund
- Legend of Jazz: Rolf Billberg

2003:
- Contemporary Star of Jazz: Per Henrik Wallin
- Master of Jazz: Bernt Rosengren
- Legend of Jazz: Eje Thelin

2002:
- Contemporary Star of Jazz: Lennart Åberg
- Master of Jazz: Alice Babs
- Legend of Jazz: Åke „Stan“ Hasselgård

2000/2001:
- Contemporary Star of Jazz: Palle Danielsson
- Master of Jazz: Bengt Hallberg
- Legend of Jazz: Rolf Ericson

1999:
- Contemporary Star of Jazz: Bernt Rosengren
- Master of Jazz: Arne Domnerus
- Legend of Jazz: Jan Johansson

1998:
- Contemporary Star of Jazz: Bobo Stenson
- Master of Jazz: Putte Wickman
- Legend of Jazz: Lars Gullin